# Riunificazione dello Yemen

Nord Yemen (in arancione) e Sud Yemen (in blu) prima 1990

La riunificazione dello Yemen o unificazione yemenita avvenne il 22 maggio 1990, quando la Repubblica Democratica Popolare dello Yemen (Yemen del Sud) si unì alla Repubblica Araba dello Yemen (Yemen del Nord) formando la Repubblica dello Yemen.
| Controllo di autorità | LCCN (EN) sh2007003658 · J9U (EN, HE) 987007559135605171 |